# Patreon
A Patreon egy amerikai internetes tagsági platform, amely olyan üzleti eszközöket biztosít, amelyek lehetővé teszik a tartalomkészítők számára, hogy létrehozzanak egy előfizetős tartalomszolgáltatást, és  ugyanakkor hogy a művészek kapcsolatokat építsenek és egyedi élményt nyújtsanak előfizetőiknek vagy ahogy ők hívják, „pártfogóiknak”. Népszerű YouTube-videográfusok, webes művészek, írók, podcasterek, zenészek és más olyan felhasználók körében, akik rendszeresen állnak elő tartalommal. Az oldalon keresztül a művészek havi rendszerességgel vagy projektenként kaphatnak anyagi támogatást. A Jack Conte zenész és Sam Yam fejlesztő által alapított cég San Franciscóban indult 2013-ban.

## Története

A 2013. május és 2017. június között használt logó

A Patreont 2013 májusában alapította Jack Conte művész, aki annak kereste a módját, hogyan tudna megélni a népszerű Youtube-videóiból. Sam Yam fejlesztővel együtt kifejlesztett egy olyan platformot, amely lehetővé teszi mecénásoknak, hogy fizessenek egy meghatározott összeget minden alkalommal, amikor egy művész létrehoz egy műalkotást. A vállalat 2,1 millió dollárt gyűjtött 2013 augusztusában  kockázatitőke-befektetők és angyal befektetők egy csoportjától. 2014 júniusában a társaság felvett további 15 000 000 dollárt egy A szériás körben, amelyet az Index Vállalkozások Danny Rimerje vezetett. 2016 januárjában a cég 30 millió dollártt gyűjtött egy B szériás körben, amit a Thrive Capital vezetett, így a Patreonba befektetett összeg elérte a 47,1 milliót.
Az első 18 hónapban 125 000 pártfogó iratkozott fel a platformra. 2014 második felében az oldal bejelentette, hogy a mecénások több mint 1 000 000 dollárt küldenek havonta az oldalon regisztrált alkotóknak.
2015 márciusában a Patreon megvette a Subbable-t, egy hasonló, a Green testvérek által létrehozott önkéntes előfizetéses szolgáltatást, áthozva ezáltal a Subbable alkotóit és tartalmát, beleértve olyanokat is, mint CGP Grey, Destin Sandlin Smarter Every Day-e és a Gréén testvérek sajátja, a CrashCourse és SciShow csatornák.
2015 októberében az oldal egy kibertámadásnak volt kitéve, és majdnem tizenöt gigabájtnyi adat szivárgott ki, beleértve kulcsszavakat, adományok listáját és forráskódot is. A támadás nyilvánosságra hozott több mint 2,3 millió egyedi e-mailcímet és magánüzenetek millióit. A támadást követően egyes támogatók zsaroló üzeneteket kaptak, amiben Bitcoin-átutalásokat követelnek tőlük a személyes adatik védelméért cserébe.
2017 januárjában a Patreon bejelentette, hogy már több mint 100 millió dollárt küldött el alkotóinak megjelenése óta.
2017 májusában a Patreon bejelentette, hogy több mint 50 000 aktív alkotó folytat tevékenységet az oldalon, 1 millió havi pártfogó és jó úton halad afelé, hogy 150 millió dollárt utaljon át az alkotóknak 2017-ben.

## Fordítás
Ez a szócikk részben vagy egészben  a   Patreon című angol Wikipédia-szócikk ezen változatának fordításán alapul.  Az eredeti cikk szerkesztőit annak laptörténete sorolja fel. Ez a jelzés csupán a megfogalmazás eredetét és a szerzői jogokat jelzi, nem szolgál a cikkben szereplő információk forrásmegjelöléseként.